# Дым в лесу
«Дым в лесу́» — советский детский приключенческий фильм по мотивам рассказа Аркадия Гайдара, дипломная работа режиссёра Евгения Карелова при участии режиссёра Юрия Чулюкина. Фильм снят с технической поддержкой киностудии «Мосфильм» на учебной киностудии ВГИКа в 1955 году.

## Сюжет
В основе сюжета одноимённый рассказ Аркадия Гайдара, время действия которого перенесено на два десятилетия вперёд.
Небольшой приграничный посёлок. В районе действует дерзкая группа вражеских диверсантов. Они подожгли лес и сбили из автомата наблюдавший за ними самолёт. Пожар угрожает перекинуться на крупный завод и местные жители выехали на помощь пожарным.
Володя Курнаков, соседский мальчик, упросил Марию Сергеевну, жену пропавшего лётчика взять его с собой на аэродром. На обратной дороге, во время аварийной остановки Володя пошёл пройтись по лесу и заблудился.
Проплутав довольно долго, он вышел на полянку, где увидел упавший самолёт. Рядом лежал раненый пилот, который послал мальчика к пограничникам, объяснив, в каком квадрате следует искать поджигателей.

## В ролях
- Геннадий Сайфулин — Володя Курнаков
- Людмила Геника-Чиркова — мать Володи
- Анатолий Берладин — Василий Семёнович Федосеев, лётчик
- Л. Кузнецова — Мария Сергеевна, жена лётчика Федосеева, мать Фени
- Ира Лузанова — Феня, дочь лётчика Федосеева и Марии Сергеевны
- Г. Ильин — начальник пограничной заставы
- С. Нефёдов — командир лётного полка
- Ю. Попов — диверсант
- Борис Камчатов — диверсант

## Съёмочная группа
- Автор сценария: Чуев Николай Иванович
- Режиссёры-постановщики: Евгений Карелов, Юрий Чулюкин
- Операторы-постановщики: Владимир Минаев, Игорь Черных
- Композиторы: Григорий Фрид, Михаил Старокадомский
- Текст песен: Н. Александрович, Вадим Коростылёв
- Звукорежиссёр: Семён Литвинов